# Димитрије Љубавић
Димитрије Љубавић, понекад писани Љубавићи, био је српски штампар који је радио у Влашкoj и Брашову. Његов деда био је српски штампар Божидар Љубавић.
Такође је био српски православни ђакон, хуманиста и писац који је заједно са немачким реформатором Филипом Меланхтхоном покренуо први формални контакт између Источне православне цркве и Лутерана 1559. године, када је Љубавић узео копију Аугсбуршке конфесијe цариградском патријарху Јоасафу. У лутеранским и другим западним књигама називају га и Деметриос Мусос или Деметриус Мусос (такође Деметриус из Солуна).